# Escorxador de les Filipines
L'escorxador de les Filipines (Lanius validirostris) és un ocell de la família dels lànids (Laniidae).

## Hàbitat i distribució
Viu als clars dels boscos i praderies, a les muntanyes per sobre dels 1000 m de les Illes Filipines de Luzon, Mindoro i Mindanao.